# Election Night (American Horror Story)
"Election Night" es el primer episodio y estreno de la temporada de la séptima temporada de la serie de televisión de antología American Horror Story. Se emitió el 5 de septiembre de 2017, en FX. El episodio fue escrito por Ryan Murphy y Brad Falchuk, y dirigido por Bradley Buecker.

## Trama
El episodio comienza con un montaje de clips de Donald Trump y Hillary Clinton de las elecciones presidenciales de 2016. Ally (Sarah Paulson), su esposa Ivy (Alison Pill), su hijo Oz, y sus vecinos, los Changs (una familia chino-estadounidense), están viendo, con horror, como Trump es anunciado Presidente de los Estados Unidos. Mientras tanto, Kai (Evan Peters), viendo solo en su sótano, está encantado con la noticia, mientras que su hermana Winter (Billie Lourd) está devastada por ello, después de haber trabajado para la campaña de Clinton. Kai va a la habitación de Winter a regodearse sobre la victoria y proceden a cruzar sus meñiques.
A continuación, una pareja se ve a punto de tener sexo en el bosque. La pareja hace mención de la leyenda de Twisty, el payaso, cuando de pronto aparece detrás de ellos y posteriormente asesina al novio (Rafael de la Fuente) y luego a la novia (Aimee Carrero). Esto se revela para ser una historia del cómic de Oz, que, cuando es descubierto por Ally, tiene un ataque de pánico debido a su miedo a los payasos y, luego Ivy lo aleja de Oz guardandolo. Ally, al otro día habla con su terapeuta Rudy (Cheyenne Jackson) sobre sus temores (claustrofobia, haemophobia, y tripofobia), quien sugiere medicamentos contra la ansiedad.
Kai es visto asistir a una reunión del consejo de la ciudad, en la que el Sr. Chang sirve, sobre la seguridad para el centro comunitario judío local. Kai declara sus objeciones, hablando de usar el miedo para controlar a la gente, aunque el consejo no está de acuerdo con él y la moción es aprobada. Kai se ve más tarde hostigando a un grupo de hombres hispanos en las calles llenando un condón con su orina y arrojándolo a los hombres mientras grita insultos racistas. Los hombres golpean a Kai mientras una persona desconocida lo filma. Mientras tanto, Ally entra en un supermercado por la noche y saluda a Gary, un cajero que se revela que ha votado por Trump. Mientras que hace las compras, Ally ve y huye de los payasos y eventualmente tiene una crisis nerviosa dentro de su auto, llamando Ivy en pánico. Ivy llama a la policía donde se revela que no había ninguna evidencia de que los payasos estuvieron allí.
Winter se ve entonces en una entrevista para ser la nueva niñera de Oz, pues la anterior desapareció después de las elecciones. Cuando la pareja sale a cenar, Winter ve a Oz recreando un dibujo de Twisty. Con una súbita motivación, Winter comienza a mostrar a Oz videos e imágenes de asesinatos y cadáveres en la red oscura, afirmando que ella está "vacunándolo" para fortalecerlo. Oz la advierte sobre un grupo de personas vestidos de payasos en la calle. Ally y Ivy regresan de la cena, en la que afirmó haber visto más payasos, y descubren que sus vecinos, los Changs, fueron asesinados. Oz le dice a sus padres que vio a los payasos cuando salieron del camión de helados y los siguieron, donde Oz ve asesinar a los Changs, aunque Winter lo descarta.
El episodio termina con Ally despertando para descubrir un payaso en su cama en lugar de Ivy y posteriormente gritando de terror.

## Recepción
"Election Night" fue visto por 3.93 millones de personas durante su emisión original, y ganó una cuota de 2.0 calificaciones entre los adultos de 18–49.
El episodio recibió comentarios positivos de los críticos. En Rotten Tomatoes, "Election Night" tiene una calificación de aprobación del 85%, basada en 13 reseñas con una calificación promedio de 7.97 sobre 10. El consenso crítico dice: "Lleno de escalofríos alimentados con paranoia, 'Election Night' es otra temporada impredecible y satírica de American Horror Story."
Matt Flower de IGN dijo que el episodio estaba "prometedor" y elogió su uso de la sátira y la paranoia postelectoral, aunque la criticó por ser "reductora y desdentada" en sus mínimos. Daniel D'Addario de Time elogió el episodio por sentirse como una historia de horror, la cinematografía y las actuaciones.
Sin embargo, Laura Bradley de Vanity Fair criticó el episodio por la "desinteresada y cansada interpretación de la política". Ella criticó a los personajes de Ally y Kai, el tema simplista del miedo, y calificó las actuaciones de "matizadas y sardónicamente ingeniosas". Concluyó diciendo que era difícil disfrutar de la temporada con la "perezosa y cínica alegoría política".